# منصور قلاوون
منصور قلاوون (عربی: قلاوون الصالحي) (پیرامون ۱۲۲۲ – ۱۰ نوامبر ۱۲۹۰)، یکی از سلاطین ممالیک مصر بود که از سال ۱۲۷۹ تا ۱۲۹۰ حکومت می‌کرد.

## جنگ علیه دولت‌های صلیبی
قلاوون که مشروط از این معاهدات صلح تازه تشکیل شده بود دلیر نشده بود قلعه مارگارت را در سال ۱۲۸۵ میلادی غارت کرد. او لاذقیه را در سال ۱۲۸۷ و طرابلس را در سال ۱۲۸۹ تسخیر کرد. او سپس در سال ۱۲۹۰ میلادی عکا را تصرف کرد.

## درگذشت
منصور در سال ۱۲۹۰ میلادی درگذشت و پسرش اشرف صلاح‌الدین خلیل جانشین او شد.